# ジェットスター・アジア航空

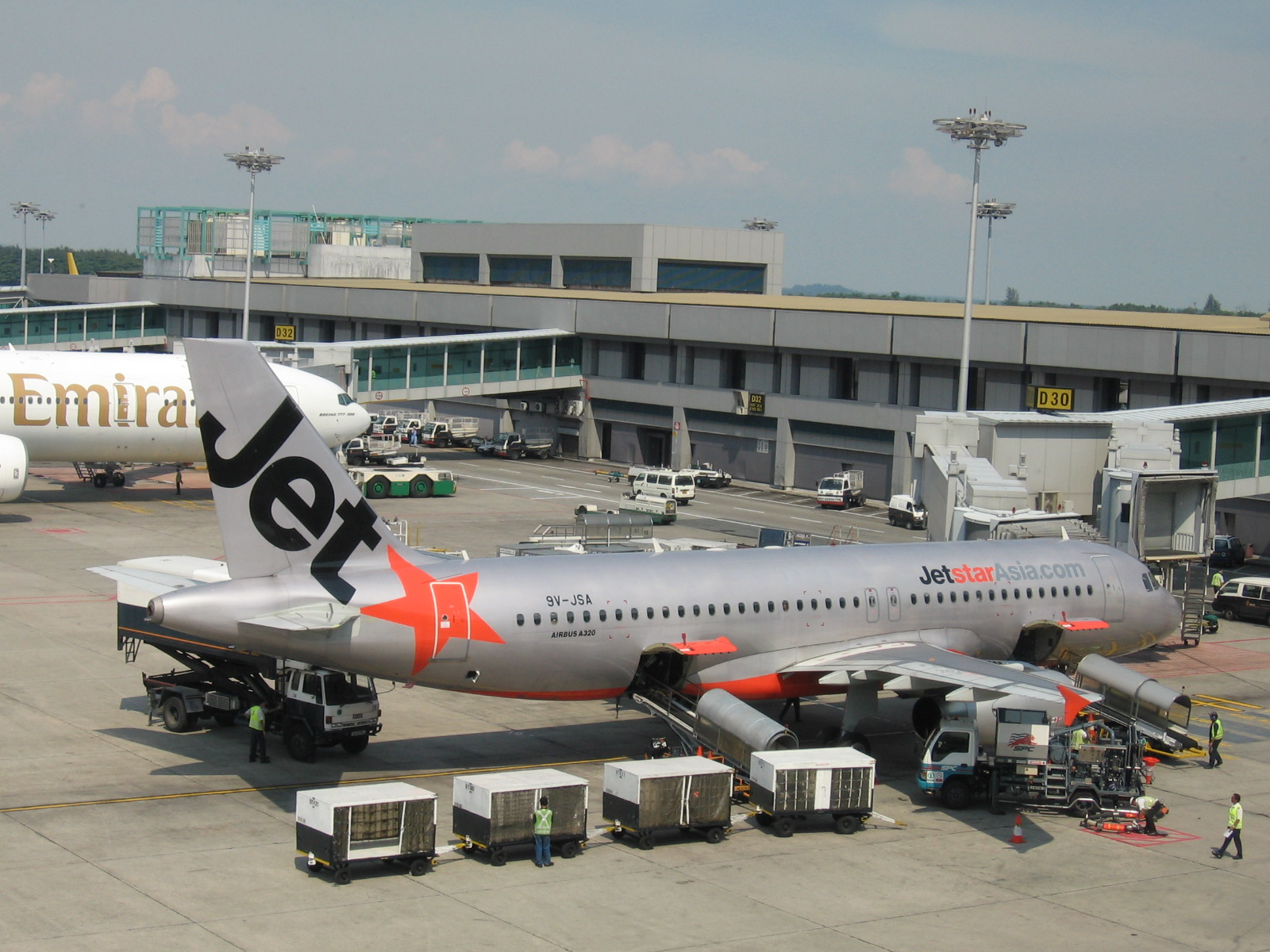
シンガポール・チャンギ空港でのジェットスター・アジア航空 エアバス A320型機。

ジェットスター・アジア航空（ジェットスターアジアこうくう、Jetstar Asia Airways）は、シンガポールの格安航空会社である。運営会社は Newstar Holdings Pty Ltd. である。

## 概要
カンタス航空の子会社として2003年に設立。2005年7月、バリューエア(Valuair)と合併し、インドネシアへの路線網を拡大した。シンガポールを拠点に片道5時間以内の目的地に就航している。
2006年、オーストラリアのジェットスター航空とブランド名を統一し、Jetstarと呼ばれている。ただしバリューエアは、2014年10月26日の完全統合までは、インドネシアの航空政策により、独自ブランドを維持していた。
客室乗務員はシンガポール人、日本人、ミャンマー人、マレーシア人他で構成されている。また他社から経験者を中心に雇用するなどして質の高いサービスを提供している。日本人乗務員もシンガポールをベースに全路線に乗務しており、日本人らしいサービスを提供している。パイロットはカンタス航空から出向のオーストラリア人を中心にシンガポール人、日本人等さまざまな国籍で構成される。
運営会社は2025年6月11日、同年7月31日をもって運航を終了することを明らかにした。

## 歴史
- 2004年 : 設立、就航。
- 2005年 : 7月24日、バリューエア（Valuair, VF）と合併、バリューエアのブランド名称は残す。
- 2006年 : オーストラリアのジェットスター航空とブランドを統一。
- 2008年 : シンガポール - クアラルンプール線を増便。ミャンマー国際航空への機材ドライリース開始（ヤンゴン - クアラルンプール・バンコク線）。
- 2009年 : シンガポール - 東京/羽田線をシンガポール航空局に申請（A330を2機 調達予定）[4]。しかし、申請を却下された[5]。
- 2010年4月22日 : シンガポール - 台北/桃園 - 大阪/関西線の運航を同年7月5日より開始する事が決まる[6]。
- 2011年3月 : シンガポール - オークランド線をA330-200にて開設（JQの機材・乗務員で運航）
- 2012年3月末 : シンガポール - 台北/桃園 - 大阪/関西線が1日2便に増便。週4便でシンガポール - マニラ - 大阪/関西線 就航。これにより大阪/関西への乗り入れは多い日で1日3便体制となった。
- 2014年6月27日 : シンガポール - バンコク - 福岡線の就航開始。これで初めて、福岡から東南アジア方面への格安航空便が就航することとなった[7][8][9][10][11]。
- 2014年10月26日：バリューエアの運航ブランドをジェットスター・アジアに統一。
- 2016年10月1日 : シンガポール - バンコク - 福岡線を運休[12]。
- 2017年11月17日 : シンガポール - 沖縄/那覇線を就航[13]。
- 2018年3月25日 : シンガポール - パース線を運休の上、カンタス航空へ路線移管[14]。
- 2018年3月27日 : クラーク - 大阪/関西線を就航[15]。これにより大阪/関西への乗り入れは台北/桃園経由シンガポール線の週12便とマニラ経由シンガポール線の週5便をあわせて週20便となる。
- 2020年3月 : COVID-19流行によりジェットスター･アジアとして国際線を一時全便運休（以降一部シンガポール発着便を順次再開、以遠運航便は運休）
- 2025年7月31日 : ジェットスター・アジア航空764便が最後のシンガポール到着便となり、ジェットスター・アジア航空の運航は終了。

## 就航都市
| ジェットスター・アジア航空 就航都市 (2023年7月現在) | ジェットスター・アジア航空 就航都市 (2023年7月現在) | ジェットスター・アジア航空 就航都市 (2023年7月現在) | ジェットスター・アジア航空 就航都市 (2023年7月現在) | ジェットスター・アジア航空 就航都市 (2023年7月現在) |
| --------------------------------------------------- | --------------------------------------------------- | --------------------------------------------------- | --------------------------------------------------- | --------------------------------------------------- |
| 国                                                  | 都市                                                | 空港                                                | 備考                                                |                                                     |
| 東南アジア                                          |                                                     |                                                     |                                                     |                                                     |
| シンガポール                                        | シンガポール                                        | シンガポール・チャンギ国際空港                      | ハブ空港                                            |                                                     |
| カンボジア                                          | プノンペン                                          | プノンペン国際空港                                  |                                                     |                                                     |
| インドネシア                                        | ジャカルタ                                          | スカルノハッタ国際空港                              |                                                     |                                                     |
| インドネシア                                        | バリ島                                              | デンパサール国際空港                                |                                                     |                                                     |
| インドネシア                                        | スラバヤ                                            | ジュアンダ国際空港                                  |                                                     |                                                     |
| マレーシア                                          | クアラルンプール                                    | クアラルンプール国際空港                            |                                                     |                                                     |
| マレーシア                                          | ペナン                                              | ペナン国際空港                                      |                                                     |                                                     |
| フィリピン                                          | マニラ                                              | ニノイ・アキノ国際空港                              |                                                     |                                                     |
| フィリピン                                          | クラーク                                            | クラーク                                            | [ 16 ]                                              |                                                     |
| タイ                                                | バンコク                                            | スワンナプーム国際空港                              |                                                     |                                                     |
| タイ                                                | プーケット                                          | プーケット国際空港                                  |                                                     |                                                     |
| 日本                                                | 大阪                                                | 関西国際空港                                        | [ 17 ]                                              |                                                     |
| 日本                                                | 那覇                                                | 那覇空港                                            |                                                     |                                                     |

## サービス
格安航空会社のため多くの便において機内サービスは有料となっている。
バリューエア運航便については、軽食と飲料水が提供されていたが、アルコール、ソフトドリンクは有料である。
ヤンゴン線は、ミャンマー国際航空とコードシェアをしているため、機内食、アルコールを含むドリンク等（スナック類を除く）が無料で提供される。
日本線では日本人乗務員が最低1名乗務しているので言葉に不自由することはない。
機内ではシンガポールの郷土料理のチキンライスやナシレマを楽しむことができる（但し日本線を含む幾つかの路線では販売されていない）。
シンガポールチャンギ空港にてチェックインの際、通常セルフチェックインを使用できるが、日本への関西線を含むインドネシア線の一部、ミャンマー線の一部のフライトなどには利用できない。

## トラブル
2014年8月、兵庫県内の脳性麻痺の男性に対し、電動車椅子の使用や介護者の不在などの理由で搭乗を拒否した為、2015年5月に障害者を差別する航空会社として日本弁護士連合会へ人権救済を申し立てる。

## 保有機材
- エアバスA320 : 7機（うち2機シャークレット装着機）

全席エコノミークラス（180席シートピッチ30インチ）である。

2020年以降、一部の保管機体がグループ内転籍及びリース返却され、規模を縮小している。